# Staten-Generaal der Verenigde Nederlanden
De Staten-Generaal der Verenigde Nederlanden vormde in 1814 en 1815 de volksvertegenwoordiging in de Nederlanden.
De Staten-Generaal van de Nederlanden werden na de Bataafse Revolutie in 1796 opgeheven. In 1813 werd het Soeverein Vorstendom der Verenigde Nederlanden uitgeroepen, waarna de Nederlandse Grondwet van 1814 van kracht werd en nieuwe Staten-Generaal werd gevormd.. De zittingsperiode van de Staten-Generaal van de Verenigde Nederlanden liep van 1 mei 1814 tot 1 september 1815. De voorzitter was van 1 mei tot 8 november 1814 jonkheer van Lynden van Hoevelaken en van  8 november 1814 tot 1 september 1815 graaf Van Hogendorp, die zich wegens ziekte in 1815 veelal moest laten vervangen door jonkheer van Lynden van Hoevelaken. 

## Samenstelling
De Staten-Generaal was een enkelvoudige Kamer die bestond uit 55 gewone leden. Anders dan in de Staten-Generaal vóór 1795 vertegenwoordigden de afgevaardigden het gehele Nederlandse volk. Zij waren niet langer afgevaardigden van de provincies en stemden zonder last (opdracht) en ruggespraak (overleg). Hun titel was 'Edel Mogende Heeren'. De leden zouden door Provinciale Staten voor drie jaar worden gekozen, waarbij jaarlijks een derde verkiesbaar was. Omdat die Staten nog niet bestonden, vonden voor de eerste samenstelling benoemingen door de soevereine vorst Willem I plaats. De minimumleeftijd voor het lidmaatschap was 30 jaar. In de Grondwet was de mogelijkheid opgenomen om via een aparte wet benoeming van een vast aantal edelen (ten minste een vierde van de 55 leden) te regelen. Die wet kwam echter niet tot stand.
De Staten-Generaal werd uitgebreid met 55 buitengewone leden voor de dubbele vergadering van 8 tot 19 augustus 1815, die werd voorgezeten door jonkheer Steengracht van Oosterland. Deze dubbele vergadering moest besluiten over de grondwetsherziening die leidde tot de Nederlandse Grondwet van 1815 die de vereniging regelde van de noordelijke en de zuidelijke Nederlanden en waarbij de Staten-Generaal van het Koninkrijk der Nederlanden werd opgericht, met een Eerste en Tweede Kamer. Die beslissing moest met meerderheid van twee derde van de aanwezige leden worden genomen.

## Rechten
De Staten-Generaal stemde over alle voorstellen van wet, maar had geen recht van amendement, en evenmin een recht van interpellatie of van enquête. Er bestond een beperkt budgetrecht. De gewone begroting werd eenmalig vastgesteld en daarnaast was er een jaarlijkse begroting voor buitengewone uitgaven (met name voor oorlogvoering). Er bestond wel een recht van initiatief (het recht om voordrachten aan de vorst te doen).